# عقد 650
عقد 650 هو عقد امتد بين 1 يناير 650 و31 ديسمبر 659 بحسب التقويم الميلادي. سبقه عقد 640 ولحقه عقد 660.

## أحداث
- معركة النهروان (659)
- معركة دنقلا الثانية (652)
- معركة بادغيس (654)
- موقعة الجمل (656)
- معركة ذات الصواري (655)
- معركة الري (651)

## مواليد
- وهب بن منبه (655)
- فليبرورد (658)
- محمد بن سيرين (653)
- عبد الملك بن عمير (653)
- أبو إسحاق السبيعي (654)
- الحسن المثنى (650)
- كيدمون (657)
- خالد بن يزيد بن معاوية (655)
- روبرت الأول، أسقف تور (653)
- سليمان بن يسار (654)
- حفصة بنت سيرين (651)

## وفيات
- العباس بن عبد المطلب (653)
- محمد بن أبي بكر (658)
- أبو ذر الغفاري (652)
- عرفجة بن هرثمة البارقي (654)
- عبادة بن الصامت (655)
- المقداد بن عمرو (653)
- يعلى بن أمية (657)
- سنان بن أبي سنان (652)
- إيجين الأول (657)
- روثاري ملك اللومبارد (652)
- عثمان بن عفان (656)

## كتب
- Yves Denis Papin (1998). Chronologie de l'histoire ancienne. Lieu de publication non identifié: Éditions Jean-paul Gisserot. ISBN:2-87747-346-5. OCLC:40746926. مؤرشف من الأصل في 2022-03-16.
- موسوعة حضارة العالم (2002) لأحمد محمد عوف.

## روابط خارجية
- تصفح سنة بسنة عقد 650 على موقع onthisday.com
- تصفح سنة بسنة عقد 650 ابتداءً من سنة عقد 650 على موقع المكتبة الوطنية الفرنسية